# Domenico Bartoli
Pour les articles homonymes, voir Bartoli.
Domenico Bartoli, né le 14 décembre 1629 à Montefegatesi (République de Lucques) et mort le 8 septembre 1698 à Lucques, est un poète italien du 17e siècle.

## Biographie
Domenico Bartoli naquit le 14 décembre 1629, à Montefegatesi, gros village dans les montagnes de la République de Lucques. Il fit d’excellentes études dans la capitale de ce petit État, et étonna par ses progrès ceux qui n’avaient d’abord été surpris que de voir un fils de paysan admis dans des écoles toutes remplies de la jeune noblesse du pays. Bientôt il se fit aimer par les agréments de son esprit autant qu’estimer par l’étendue de ses connaissances et par la régularité de ses mœurs. Entre autres gens de lettres dont il fut l’ami, on distingue le P. Bartolomeo Beverini, qu’il aida à corriger, perfectionner et publier sa traduction de l’Énéide. C’est le P. Beverini lui-même qui nous en instruit dans sa préface. Il eut une querelle littéraire, mais sans aigreur et sans fiel, avec un autre poète nommé Loreto Mattei. Celui-ci avait publié, sous le titre du Psalmista Toscano, une paraphrase des Psaumes de David, qui lui avait fait beaucoup de réputation. Dominique Bartoli y observa quelques fautes de langue qui pouvaient, selon lui, obscurcir la gloire de l’auteur. Il lui adressa publiquement, le 27 juillet 1687, une lettre à ce sujet, sous le nom anagrammatique de Nicodemo Librato. Après avoir donné de grands éloges au psalmiste toscan, il indiquait les fautes qu’il y croyait apercevoir. Mattei parvint à connaître l’auteur caché sous ce faux nom, et lui répondit sous celui d’Orelto Tameti, qui était aussi l’anagramme du sien. Bartoli répliqua : Mattei répondit encore, et cette guerre de répliques et de contre-répliques dura pendant toute une année. Elle se termina le plus paisiblement du monde ; les deux antagonistes devinrent amis, s’adressèrent l’un à l’autre des sonnets remplis d’une bienveillance mutuelle, et se firent réciproquement l’envoi de leur portrait. Mattei fit plus, il supprima une dernière réponse qu’il était près de publier, et il envoya à Bologne, à son imprimeur, qui préparait une nouvelle édition de son Psalmista Toscano, une feuille de corrections conformes aux observations de Bartoli, en lui recommandant de les mettre à la fin, s’il était trop tard pour les placer dans le corps de l’ouvrage ; ce qui fut exécuté, comme on le voit dans l’édition de 1685. Bartoli fit, en 1693, un voyage à Rome, où il rencontra Mattei, avec qui il n’avait jusque-là communiqué que par écrit, et ils se lièrent plus intimement que jamais. Il ne manque que deux petites conditions pour que toutes les querelles de cette espèce finissent à peu près de même : c’est que les critiques soient honnêtes et de bonne foi, et que les amours-propres d’auteurs soient raisonnables. Bartoli, de retour dans sa patrie, y mourut âgé de 68 ans, le 8 septembre 1698. Il a publié lui-même le recueil des pièces de sa controverse avec Mattei, sous ce titre : l’Asta d’Achille che ferisce per sanare il Salmista Toscano del signore Loreto Mattei, censura cortese del signore Domenico Bartoli, col breve racconto delle principali contese de’ poeti volgari, Modène, 1695, in-12.

## Œuvres
On a de lui :
- un recueil de ses odes ou canzoni, sous le titre de Canzoniero, part. 1 et 2, Lucques, 1695, in-12.
- Rime giocose, qui ne furent imprimées que quelques années après sa mort, Lucques, 1703, in-12.